# Irrhain
Irrhain este o arie protejată (arie specială de conservare — SAC, sit de importanță comunitară — SCI) din Germania întinsă pe o suprafață de 114,15 ha, integral pe uscat.

## Localizare
Centrul sitului Irrhain este situat la coordonatele 49°30′55″N 11°04′03″E / 49.5153°N 11.0675°E.

## Înființare
Situl Irrhain a fost declarat sit de importanță comunitară în noiembrie 2004 pentru a proteja 1 specie de animale. Situl a fost protejat și ca arie specială de conservare în aprilie 2016.

## Biodiversitate
Situată în ecoregiunea continentală, aria protejată conține 1 habitat natural: Păduri de stejar sau de stejar și carpen sub-atlantice și medio-europene de Carpinion betuli.
La baza desemnării sitului se află o specie protejată de  nevertebrate: Osmoderma eremita Complex.